# Dziewczyny chcą się bawić
Dziewczyny chcą się bawić (ang. Girls Just Want to Have Fun) – amerykański film komediowy z 1985 roku.

## Treść
Rodzina nastoletniej Janey przeprowadza się do Chicago. W nowej szkole Janey zaprzyjaźnia się z Lynne. Obie lubią taniec i są fankami programu tanecznego "Dance TV". Gdy producenci ogłaszają nabór nowych tancerzy, dziewczęta postanawiają przystąpić do konkursu.

## Obsada
- Sarah Jessica Parker - Janey Glenn
- Lee Montgomery - Jeff Malene
- Helen Hunt - Lynne Stone
- Morgan Woodward - JP Sands
- Ed Lauter - pan Glenn
- Jonathan Silverman - Drew Boreman
- Holly Gagnier - Natalie Sands
- Lee Arnone - pani Lemsky
- Margaret Howell - pani Glenn
- Terence McGovern - Ira
- Shannen Doherty - Maggie Malene
- Biff Yeager - pan Malene
- Kristi Somers - Rikki

## Ciekawostki
W filmie została wykorzystana piosenka Girls Just Want to Have Fun (pol. Dziewczyny chcą się bawić) w wykonaniu Deborah Galli, Tami Holbrook i Meredith Marshall. Utwór jest coverem przeboju Cyndi Lauper, która to zagrała mały epizod w filmie.